# No. 4 (album)
Pour les articles homonymes, voir Numéro quatre.
Albums de Stone Temple Pilots
Tiny Music... Songs from the Vatican Gift Shop
(1996) Shangri-La Dee Da
(2001)
Singles
1. Down
Sortie : 5 avril 1999
2. Sour Girl
Sortie : 16 avril 2000
3. No Way Out
Sortie : mai 2000
4. Heaven & Hot Rods
Sortie : 2000 (promo)
5. Glide
Sortie : 2000 (promo)

N° 4 est le quatrième album du groupe américain Stone Temple Pilots. Il est sorti en 26 octobre 1999 sur le label Atlantic et a été produit par Brendan O'Brien. 

## Historique
Cet album fut enregistré entre 1998 et 1999 en partie à Atlanta et en partie à Los Angeles en Californie.
Il marque le retour aux sources du son grunge du groupe, avec toutefois des éléments du heavy metal, du rock psychédélique, et du rock alternatif. 
No. 4 se classa à la 6e place du Billboard 200 aux États-Unis et à la 3e place des charts canadiens. Il fut certifié disque de platine (1 000 000 d'exemplaires vendus) par la RIAA le 7 août 2000, malgré l'absence de promotion en raison de la peine d'emprisonnement d'un an en septembre 1999 du chanteur Scott Weiland, peu avant la sortie de l'album. Il sera également récompensé par un disque de platine au Canada (100 000 d'exemplaires vendus).
La chanson Down fut nommée pour le Grammy Award de la meilleure prestation hard rock aux Grammy Awards de 2001. L'album produisit également un des plus grands tubes de STP, Sour Girl, lequel atteignit la 78e position dans le Billboard Hot 100, leur seule chanson qui est apparue dans ce classement. Le CD sortira originellement  en format digipak, puis, plus tard transformé en un écrin standard.

## Liste des titres
| No  | Titre             | Auteur                                | Durée |
| --- | ----------------- | ------------------------------------- | ----- |
| 1.  | Down              | Scott Weiland, Robert DeLeo           | 3:49  |
| 2.  | Heaven & Hot Rods | Weiland, Dean DeLeo                   | 3:26  |
| 3.  | Pruno             | Weiland, R.DeLeo                      | 3:14  |
| 4.  | Church on Tuesday | Weiland, D.DeLeo                      | 3:00  |
| 5.  | Sour Girl         | Weiland, D.DeLeo                      | 4:17  |
| 6.  | No Way Out        | Weiland, R.DeLeo, D.DeLeo, Eric Kretz | 4:19  |
| 7.  | Sex & Violence    | Weiland, R.DeLeo                      | 2:54  |
| 8.  | Glide             | Weiland, R.DeLeo                      | 5:00  |
| 9.  | I Got You         | Weiland, R.DeLeo                      | 4:15  |
| 10. | MC5               | Weiland, D.DeLeo                      | 2:42  |
| 11. | Atlanta           | Weiland, D.DeLeo                      | 5:19  |

## Musiciens
Stone Temple Pilots
- Scott Weiland: chant, orgue sur Heaven & Hot Rods
- Dean DeLeo: guitares, guitare acoustique sur I Got You, Lap steel guitar sur I Got You, basse 6-cordes sur I Got You
- Robert DeLeo: basse, percussion sur Church on Tuesday et Sour Girl, guitares sur Sex & Violence and Glide, fuzz basse sur Glide, zither sur Glide, guitare électrique sur I Got You
- Eric Kretz: batterie, percussions sur No Way Out et Atlanta

Musiciens additionnels
- Brendan O'Brien: claviers sur Church on Tuesday, piano sur Glide et I Got You, percussion sur Church on Tuesday, Sour Girl, Sex & Violence et I Got You, chœurs sur Sour Girl,  Pruno et I Got You.
- Suzie Katayama: violoncelle sur Atlanta
- Larry Corbett: violoncelle sur Atlanta
- Evan Wilson: alto sur Atlanta
- Barett Martin: bass marimba sur Atlanta
- David Campbell: arrangement des cordes sur Atlanta

## Charts et certifications

### Album
Charts
| Pays                                  | Durée du classement | Meilleur classement | Date             |
| ------------------------------------- | ------------------- | ------------------- | ---------------- |
| Allemagne (GfK Entertainment)         | 3 semaines          | 41e                 | 8 novembre 1999  |
| Australie (ARIA Charts)               | 2 semaines          | 21e                 | 7 novembre 1999  |
| Canada (RPM)                          | 8 semaines          | 3e                  | 8 novembre 1999  |
| Écosse (Scottish Album Chart)         | 1 semaine           | 82e                 | 30 octobre 1999  |
| États-Unis (Billboard 200)            | 40 semaines         | 6e                  | 13 novembre 1999 |
| Nouvelle-Zélande (RMNZ Albums Top40)  | 2 semaines          | 33e                 | 28 novembre 1999 |
| Royaume-Uni (UK Rock and Metal Chart) | 4 semaines          | 4e                  | 31 octobre 1999  |

Certifications
| Pays       | Certification | Ventes      | Date        |
| ---------- | ------------- | ----------- | ----------- |
| Canada     | Platine       | 100 000 +   | 7 août 2001 |
| États-Unis | Platine       | 1 000 000 + | 7 août 2000 |

### Charts singles
| Single            | Chart                    | durée du classement | Position | Date             |
| ----------------- | ------------------------ | ------------------- | -------- | ---------------- |
| Down              | (Mainstream Rock Tracks) | 20 semaines         | 5e       | 23 octobre 1999  |
| Down              | (Alternative Songs)      | 11 semaines         | 9e       | 23 octobre 1999  |
| Down              | (RMNZ Singles Top40)     | 2 semaines          | 33e      | 28 novembre 1999 |
| Heaven & Hot Rods | (Mainstream Rock Tracks) | 10 semaines         | 17e      | 12 février 2000  |
| Heaven & Hot Rods | (Alternative Songs)      | 7 semaines          | 30e      | 22 janvier 2000  |
| Sour Girl         | (Hot 100)                | 13 semaines         | 78e      | 29 juillet 2000  |
| Sour Girl         | (Mainstream Rock Tracks) | 26 semaines         | 4e       | 1er juillet 2000 |
| Sour Girl         | (Alternative Songs)      | 26 semaines         | 3e       | 24 juin 2000     |
| No Way Out        | (Mainstream Rock Tracks) | 9 semaines          | 17e      | 18 novembre 2000 |
| No Way Out        | (Alternative Songs)      | 7 semaines          | 24e      | 11 novembre 2000 |